# فرانتز جوزيف
فرانتز جوزيف (بالإنجليزية: Frantz Joseph)‏ هو لاعب كرة القدم الكندية أمريكي، ولد في 12 يونيو 1986 في فورت لودرديل في الولايات المتحدة.

## وصلات خارجية
- فرانتز جوزيف على موقع JustSportsStats.com (الإنجليزية)